# Pila solar
Las pilas solares producen electricidad por un proceso de conversión fotoeléctrica. La fuente de electricidad es una sustancia semiconductora fotosensible, como un cristal de silicio al que se le han añadido impurezas. Cuando la luz incide contra el cristal, los electrones se liberan de la superficie de este y se dirigen a la superficie opuesta. Allí se recogen como corriente eléctrica. Las pilas solares tienen una vida muy larga y se utilizan sobre todo en los aviones como fuente de electricidad para el equipo de a bordo.
- Datos: Q6075737